# Horst Niendorf
Horst Hermann Heinrich Niendorf (* 28. Juni 1926 in Piesteritz; † 17. Juni 1999 in Jávea, Spanien) war ein deutscher Schauspieler, Theaterintendant und Synchronsprecher.

## Leben

### Theater, Film und Fernsehen
Horst Niendorf besuchte 1946 und 1947 die Deutsche Schauspielschule für Bühne und Film in Berlin. Ein Jahr später gab er als Leander in Franz Grillparzers Des Meeres und der Liebe Wellen im Stadttheater Bad Godesberg sein Bühnendebüt. Nach einem kurzen Theaterengagement in Bad Godesberg fand er an den Bühnen Berlins seine künstlerische Heimat. Neben seiner regen Bühnentätigkeit übernahm er 1981 in der Nachfolge Paul Essers die Intendanz des Hansa-Theaters in Berlin, das er bis 1994 leitete und für das er selbst Stücke spielte und inszenierte. Ab 1949 trat er ferner als Kabarettist auf, unter anderem im Ensemble der Stachelschweine.
Im gleichen Jahr debütierte Horst Niendorf zudem vor der Kamera. In seiner über 40 Jahre währenden Film- und Fernsehkarriere verkörperte er oft sympathische und bodenständige Typen „mit Herz und Schnauze“ wie als Familienvater in der gleichnamigen ZDF-Serie, eine seiner letzten Rollen. Er spielte den Chef des F.B.I. im Jerry-Cotton-Thriller Dynamit in grüner Seide, in Wolfgang Staudtes Drama Kirmes, in Am grünen Strand der Spree nach Hans Scholz, im Fernsehspiel Die Revolution entlässt ihre Kinder nach Wolfgang Leonhard, neben Harald Juhnke im Abenteuerfilm Die letzten Drei der Albatros sowie in der Dieter-Hallervorden-Komödie Onkel & Co. Im Fernsehspiel Hatschi!! (1979) von Eugen York spielte er einen Professor. Darüber hinaus ermittelte er als Inspektor Halm in der Krimireihe Das Kriminalmuseum und agierte als Fußballtrainer Wulff in einer Serienhauptrolle. Weitere Hauptrollen übernahm er in den ARD-Serien Kapitäne der Landstraße (1963) und Der Staudamm (1969) sowie als Boxtrainer in dem von Michael Kehlmann inszenierten Ende eines Leichtgewichts (1969). Zudem absolvierte er zahlreiche Gastauftritte in Fernsehserien wie Ein Fall für zwei, Die fünfte Kolonne, Café Wernicke, Der Alte und Beschlossen und verkündet.

### Synchronisation
Darüber hinaus arbeitete Horst Niendorf von 1952 bis kurz vor seinem Tod besonders umfangreich in der Synchronisation. Mit Synchronhauptrollen in über 500 Produktionen gehörte er zu den meistbeschäftigten deutschsprachigen Synchronsprechern. Oft lieh er seine tiefe und markante Stimme Lex Barker (u. a. Der Schatz im Silbersee und Tarzan bricht die Ketten), Gene Hackman (u. a. French Connection und Superman II), Charlton Heston (u. a. Im Zeichen des Bösen und Weites Land), Burt Lancaster (u. a. Airport und Der rote Korsar), Rod Taylor (u. a. Hotel International und L – Der Lautlose) und Peter Ustinov (u. a. Tod auf dem Nil, Wir sind keine Engel und Topkapi).
Daneben synchronisierte er international bekannte Schauspielkollegen wie Marlon Brando in Julius Caesar, Charles Bronson in Von der Polizei gehetzt, Van Johnson in Die Caine war ihr Schicksal, Yul Brynner in Die Schlange, Richard Burton in Der große Regen, James Cagney in Der Mann mit den 1000 Gesichtern, James Coburn in Todesmelodie, Kirk Douglas in Fremde, wenn wir uns begegnen, Glenn Ford in Brennt Paris?, James Garner in Was diese Frau so alles treibt, Richard Harris in Meuterei auf der Bounty, William Holden in Damien – Omen II, Rock Hudson in Die Geier warten schon, Dean Martin in El Capitano, Lee Marvin in Der Wilde, Robert Mitchum in Engelsgesicht, Michel Piccoli in Tagebuch einer Kammerzofe, Burt Reynolds in Sam Whiskey, Telly Savalas in Brutale Stadt, Omar Sharif in Der gelbe Rolls-Royce, Robert Shaw in James Bond 007 – Liebesgrüße aus Moskau, James Stewart in Nackte Gewalt und Lino Ventura in Ich – die Nummer eins.

## Tod
Horst Niendorf verstarb im Juni 1999 in Jávea, Spanien kurz vor seinem 73. Geburtstag.

## Filmografie (Auswahl)
- 1952: Postlagernd Turteltaube
- 1960: Kirmes
- 1960: Am grünen Strand der Spree (Fernseh-Mehrteiler)
- 1961: Jack Mortimer (Fernsehfilm)
- 1961: Vorsätzlich
- 1962: Die Revolution entlässt ihre Kinder
- 1962: Nur Fleisch (Fernsehfilm nach Just Meat, Kurzgeschichte von Jack London) – als Matt
- 1962: Vom Zaren bis zu Stalin
- 1963: Kapitäne der Landstraße (Fernsehserie – 4 Folgen)
- 1963: Der Fall Sacco und Vanzetti
- 1963: Das Kriminalmuseum: Fünf Fotos
- 1963: Die fünfte Kolonne: Null Uhr Hauptbahnhof
- 1964: Sie werden sterben, Sire (Fernsehfilm)
- 1964: Das Kriminalmuseum: Der stumme Kronzeuge
- 1964: Die fünfte Kolonne: Der Gast
- 1964: Lydia muss sterben (Fernsehfilm)
- 1965: Zeitsperre
- 1965: Die letzten Drei der Albatros
- 1966: Quadrille
- 1966: Das Millionending (Fernseh-Zweiteiler)
- 1967: Das Kriminalmuseum: Teerosen
- 1968: Dynamit in grüner Seide
- 1968: Madame Legros
- 1969: Ende eines Leichtgewichts
- 1969: Van de Velde: Das Leben zu zweit – Die Sexualität in der Ehe
- 1969: Der Staudamm (Fernsehserie – 13 Folgen)
- 1970: Tod nach Mitternacht
- 1970: Drüben bei Lehmanns (Fernsehserie)
- 1972: Der Fall Opa
- 1972–1975: Fußballtrainer Wulff (Fernsehserie – 26 Folgen)
- 1974: Unter einem Dach – Der Stromausfall (Fernsehserie)
- 1974: Der Scheingemahl
- 1975: Tarzoon: Schande des Dschungels (Zeichentrickfilm: Synchronarbeit)
- 1975: Beschlossen und verkündet – (Fernsehserie, mehrere Folgen)
- 1977: Grete Minde
- 1977: Zum kleinen Fisch (Fernsehserie – 13 Folgen)
- 1977: Ein verrücktes Paar
- 1978: Eine seltsame Bescherung
- 1978: Café Wernicke (Fernsehserie)
- 1979: Der Alte – Mordanschlag (Fernsehserie, Folge 25)
- 1981: Onkel & Co.
- 1983: Die violette Mütze oder morgen sind wir reich
- 1983: Kommissariat 9 – Guter Rat ist teuer
- 1983: Ein Fall für zwei (Fernsehserie, Episode: Herr Pankraz, bitte!)
- 1985: Nessie – das verrückteste Monster der Welt
- 1985: Aus familiären Gründen
- 1985: Schöne Ferien – Urlaubsgeschichten aus Kenia (Fernsehreihe, Folge 1)
- 1985 Die Schwarzwaldklinik
- 1986: Das Traumschiff: Bali (Fernsehreihe)
- 1989: Radiofieber
- 1992: Mit Herz und Schnauze (Fernseh-Miniserie von 4 Folgen)

## Hörspiele (Auswahl)
- 1953: Heinz Oskar Wuttig: Nachtstreife (Wachtmeister Reinhold Schäfer) – Regie: Peter Thomas (Original-Hörspiel – RIAS Berlin)
- 1953: Heinz Oskar Wuttig: Die grüne Franziska (Heinrich) – Regie: Hanns Korngiebel (Hörspiel – RIAS Berlin)
- 1955: Max Gundermann: Die Concertina (Laurent Gavard, Camilles Freund) – Regie: Peter Thomas (RIAS Berlin)
- 1959: Mischa Mleinek: Der König ist tot (Paul Sulivan) – Regie: Curt Goetz-Pflug (Kriminalhörspiel – SFB)
- 1960: Umberto Morucchio: Der schönste Tag  – Regie: Rolf Purucker (RIAS Berlin)
- 1961: Philip Levene: Der Augenzeuge – Regie: Heinz-Otto Müller (Hessischer Rundfunk)
- 1969: Taufik El-Hakim: Auf der Strecke (Zugführer) – Regie: Siegfried Niemann (SFB)
- 1992: Rodney David Wingfield: Viel Frust für Frost – Regie: Klaus Wirbitzky (Kriminalhörspiel – WDR)

## Auszeichnungen
- 1990 Silbernes Blatt der Dramatiker Union